# 영국식 정원 살인 사건
영국식 정원 살인 사건(The Draughtsman's Contract)은 영국에서 제작된 피터 그리너웨이 감독의 1982년 코미디, 드라마 영화이다. 안소니 히긴스 등이 주연으로 출연하였고 데이빗 페인 등이 제작에 참여하였다.

## 출연

### 주연
- 안소니 히긴스
- 자넷 수즈먼
- 앤-루이스 램버트

### 조연
- 휴 프레이저
- 닐 커닝햄
- 데이브 힐
- 데이빗 그랜트

## 제작진
- 미술: 봅 링우드
- 의상: 수 블레인
- 배역: 루시 보울팅